# Juan Carlos Alegría
Juan Carlos Alegría Villamán (Santiago, Chile, 22 de enero de 1975) es un exfutbolista chileno. Jugaba como Mediocampista.

## Trayectoria
Un producto de las divisiones inferiores de Colo-Colo, donde coincidió con jugadores como Nicolás Córdova y Manuel Villalobos,debutó profesionalmente en el equipo albo en un partido ante Magallanes en un partido válido por la Copa Chile 1992, donde anotó un gol a los 86 minutos,  transformándose en el jugador más joven en anotar un gol por un partido oficial por el conjunto albo.
En su país natal defendió los colores de Magallanes en dos pasos,Unión San Felipe, Deportes Temucoy Universidad de Concepción.
En el extranjero, defendió las camisetas de Deportivo Italmaracaibo, Deportivo Maracaibo y Mineros de Guayana. En Deportivo Maracaibo marcó 5 goles.

## Selección nacional

### Selecciones menores
Representó a la Selección sub-17 chilena en el Sudamericano Sub-17 de 1991, y a la Selección sub-20 en el Sudamericano Sub-20 de 1995.

## Clubes
| Club                           | País      | Año       |
| ------------------------------ | --------- | --------- |
| Colo-Colo                      | Chile     | 1992-1998 |
| Magallanes                     | Chile     | 1998      |
| Unión San Felipe               | Chile     | 1999      |
| Deportes Temuco                | Chile     | 2000      |
| Universidad de Concepción      | Chile     | 2001-2002 |
| Magallanes                     | Chile     | 2003      |
| Deportivo Italmaracaibo        | Venezuela | 2004-2006 |
| → Deportivo Maracaibo (cedido) | Venezuela | 2005-2006 |
| Mineros de Guayana             | Venezuela | 2006-2007 |

## Palmarés

### Campeonatos nacionales
| Título           | Club      | País  | Año    |
| ---------------- | --------- | ----- | ------ |
| Copa Chile       | Colo-Colo | Chile | 1994   |
| Primera División | Colo-Colo | Chile | 1996   |
| Copa Chile       | Colo-Colo | Chile | 1996   |
| Primera División | Colo-Colo | Chile | 1997-C |